# 馬自達AZ-Wagon

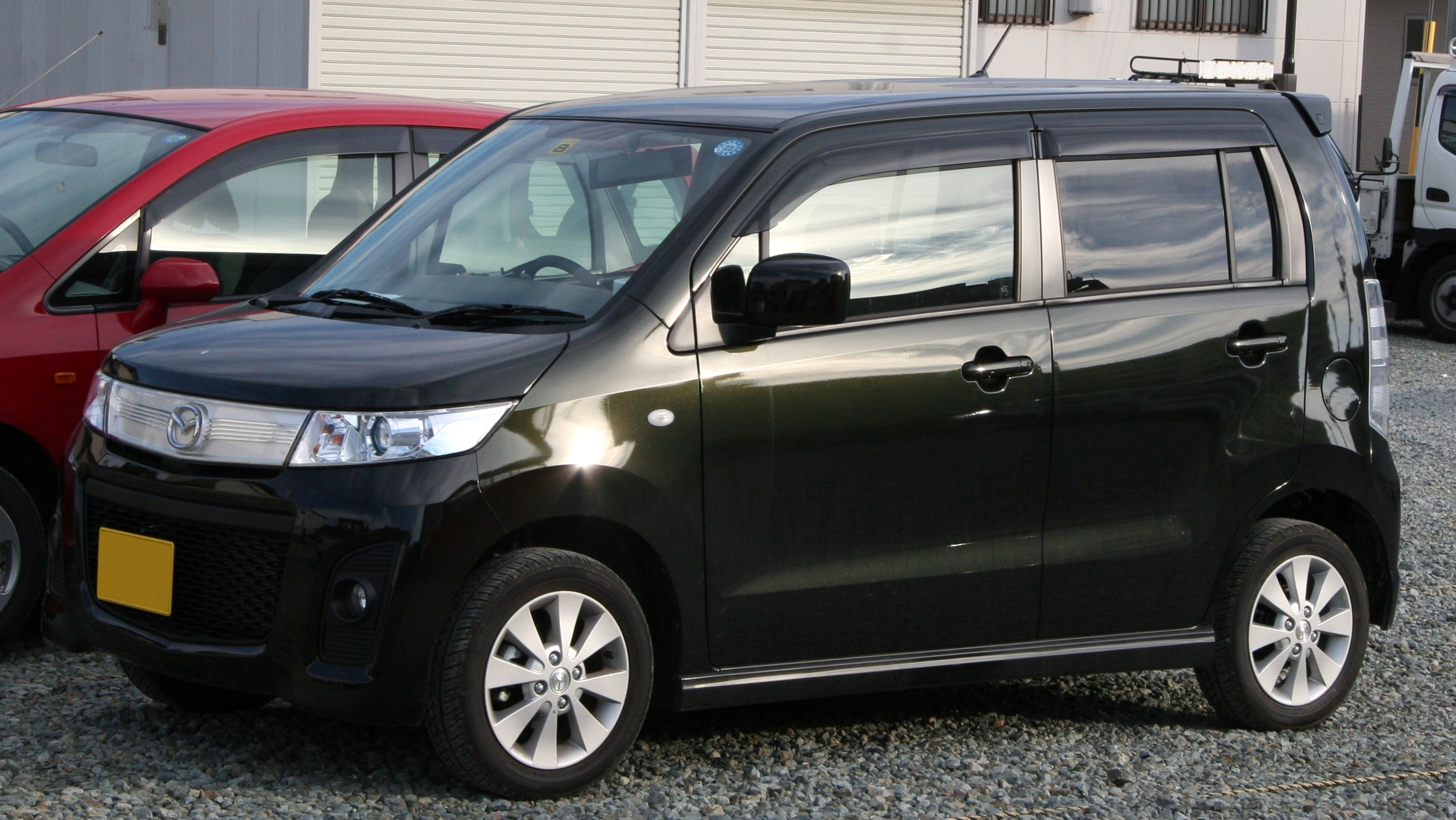
第四代馬自達AZ-Wagon

馬自達AZ-Wagon（（日語）マツダ・AZ-ワゴン）是由日本馬自達汽車公司委託鈴木公司貼牌生產、貼上馬自達廠徽銘牌的輕型高頂旅行車，這款車是以鈴木Wagon R為基礎而開發出來的，僅在日本國內市場銷售。
關於車名中的「AZ」，來自於1990年代馬自達的副品牌「Autozam」的縮寫，「wagon」則表示其車體型式。該款車自1994年9月至2012年10月止，歷經四代的演變後，從2012年10月起改以馬自達Flair後繼。

## 歷史

### 第一代 CY21S/CZ21S/CY51S/CZ51S型（1994年至1998年）
長年以來馬自達和鈴木汽車之間存在著輕型車OEM代工的協議，這款車是在1994年9月開始以鈴木Wagon R為基礎而開發的。基本上不管內裝或外觀，兩者都共通近似，只差在廠徽不同而已。上市初期的車名為Autozam AZ-Wagon，因為當時馬自達仍推行多品牌策略，這款車專門在「Autozam」經銷商體系販售。
1995年 - 10月進行小改款，追加了搭載658c.c.直列三缸SOHC F6A型渦輪增壓引擎附中冷器的FF與4WD車型。
1997年 - 5月因多品牌策略推行失利，撤除副品牌「Autozam」，改回馬自達AZ-Wagon的車名。另外，先前搭載渦輪增壓器的車型改成658c.c.直列三缸DOHC K6A型渦輪增壓引擎附中冷器。
1998年 - 6月18日追加三個新等級。

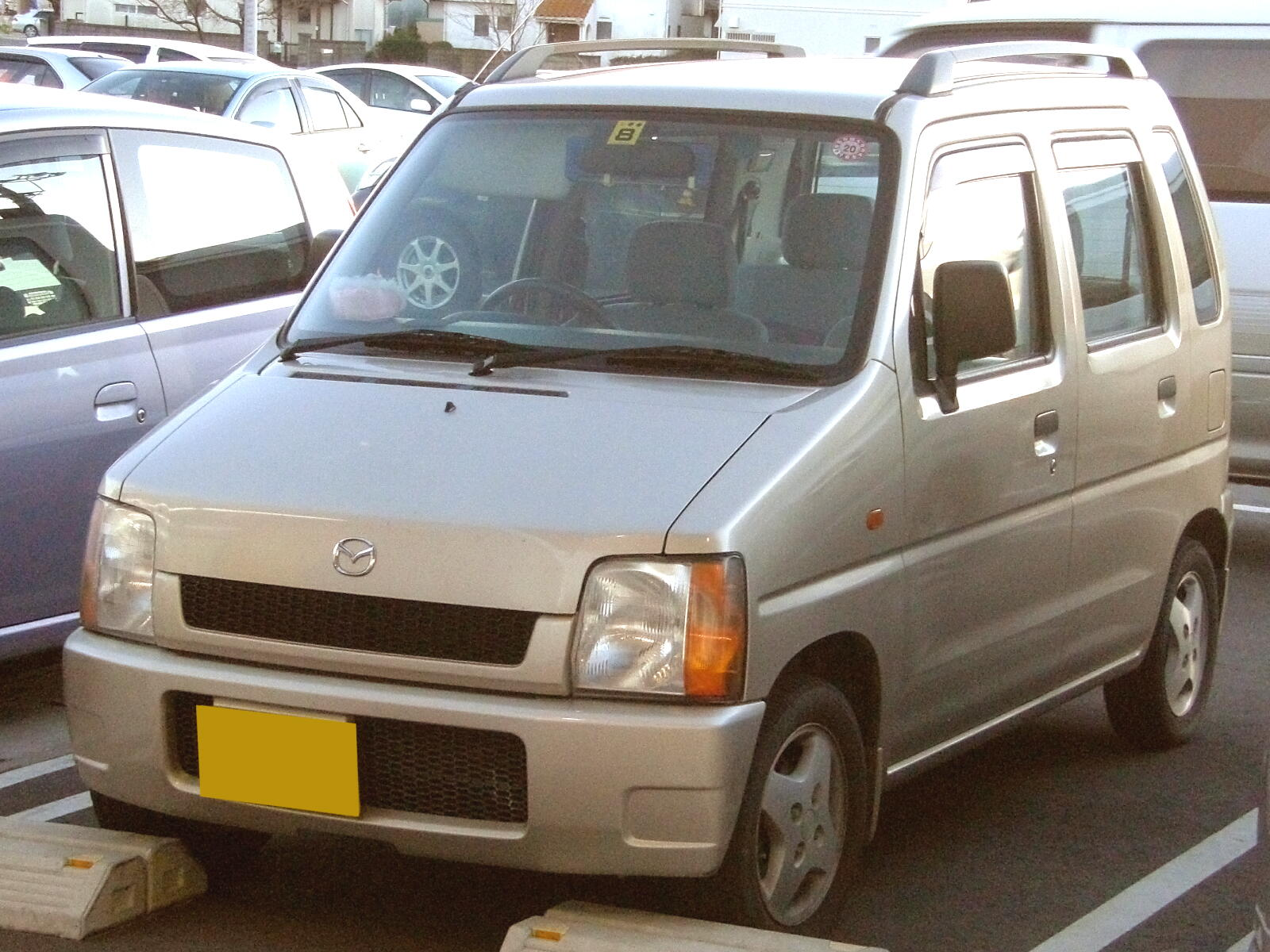
後期型

### 第二代 MD11S/MD12S/MD21S/MD22S型（1998年至2003年）
1998年 - 10月13日因應日本政府修正輕型汽車規格的法令，進行大改款。和前一代相同，除了廠徽銘牌外，其餘內裝外觀皆與鈴木Wagon R近似。
1999年 - 10月15日進行小改款，不論內裝或外觀皆提升質感。此外，手排車型將離合器啟動系統（發動車子時需踩住離合器，啟動馬達才會作動，繼而發動引擎）納入標準配備。
2000年 - 2月1日推出一款名為「RR-FS Turbo Popper」（（日語）RR-FSターボ ポッパー）的特別限量車款，搭載渦輪增壓的引擎、專用鋁合金輪圈、2 DIN CD播放機等配備。6月30日推出二款名為「FM FUN2 Edition」、「FX-TL FUN2 Edition」的特別限量車，安裝空力套件、2 DIN MD/CD播放機等。12月18日進行小改款，將進氣壩改成馬自達車系家族特徵的五角盾形，並調整各級車型名稱。
2001年 - 11月21日調整各級別車型，並停產三速自排、F6A型引擎的車型。
2002年 - 9月13日改良駕駛座的座椅材質，以提升舒適性。

#### 安全性召回
由於點火開關的瑕疵問題，原廠於2015年4月22日針對1999年至2003年間出廠的馬自達AZ-Wagon發出安全性召回。針對發動引擎時點火開關附近冒煙、發出惡臭、轉動鑰匙卻長時間難以發動的情形的車輛，由於點火開關接著部位使用不適當的黏膠，轉動鑰匙發動引擎所產生的熱使得黏膠炭化，長久下來因黏膠絕緣性變低、接著部位磨耗導致金屬粉堆積，於是可能導致黏膠冒煙發臭，最嚴重的狀況可能引起火災。因應此一缺失，原廠將免費更換新的點火開關。

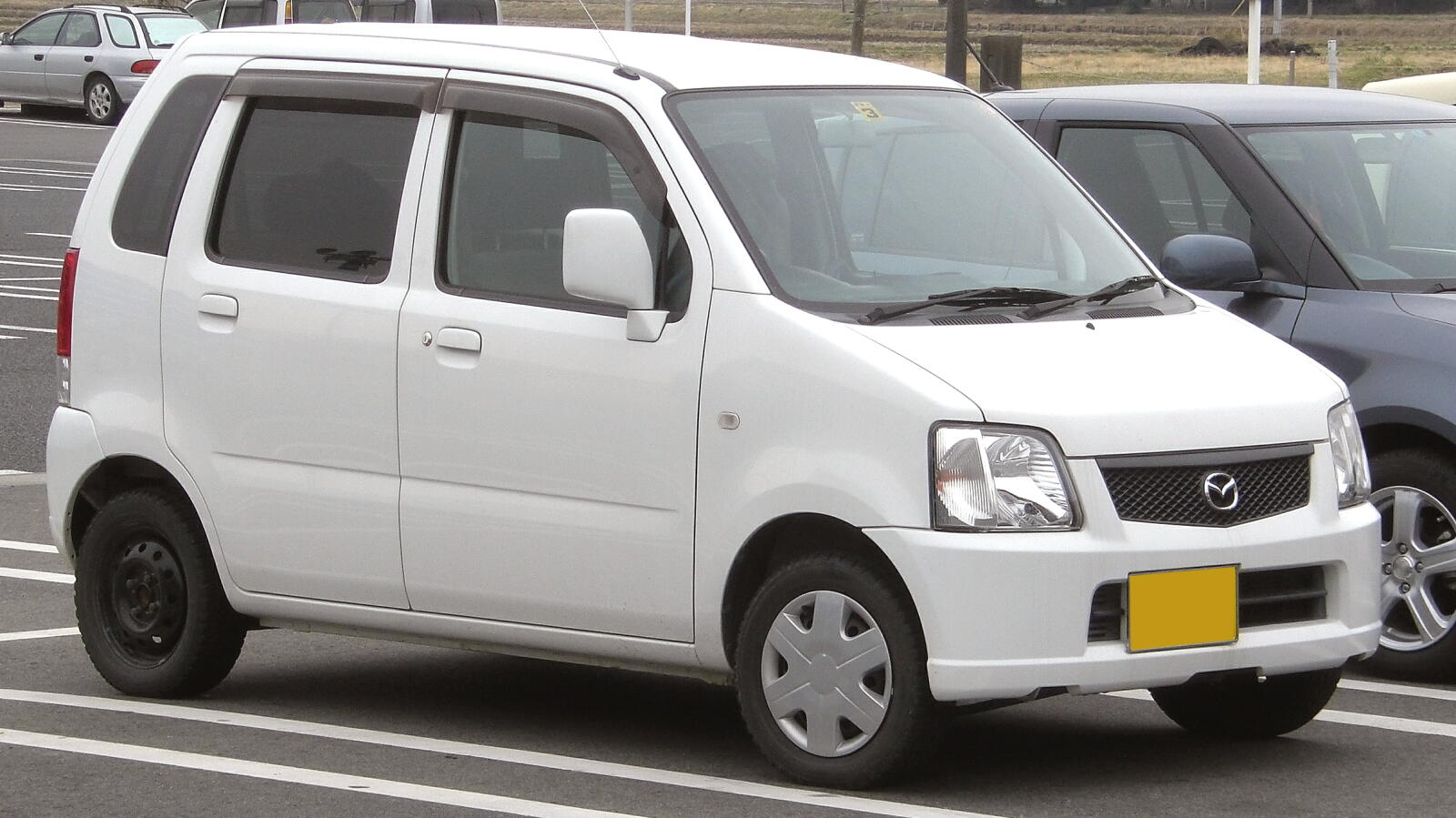
後期型

### 第三代 MJ21S/MJ22S型（2003年至2008年）
2003年 - 10月8日大改款的第三代AZ-Wagon上市，與鈴木Wagon R的差異處在於車頭五角盾形進氣壩和車尾尾燈的形式。
2004年 - 2月2日發售一款名為「FX-Special」的特別限量車，加裝空力套件與特別設計過的鋁合金輪框。
2004年 - 7月13日推出「FT-Special」特別限量車款，加裝運動化造型的空力套件。12月20日也推出「FX-Special」和「FT-Special」特仕車。
2007年 - 2月23日發表以鈴木Wagon R的特別車型「Wagon R Stingray」（（日語）ワゴンRスティングレー）為基礎而改造的「Custom Style」（（日語）カスタムスタイル）車型。除了頭燈造型改變外，內裝鋪陳也改為黑色系座椅。

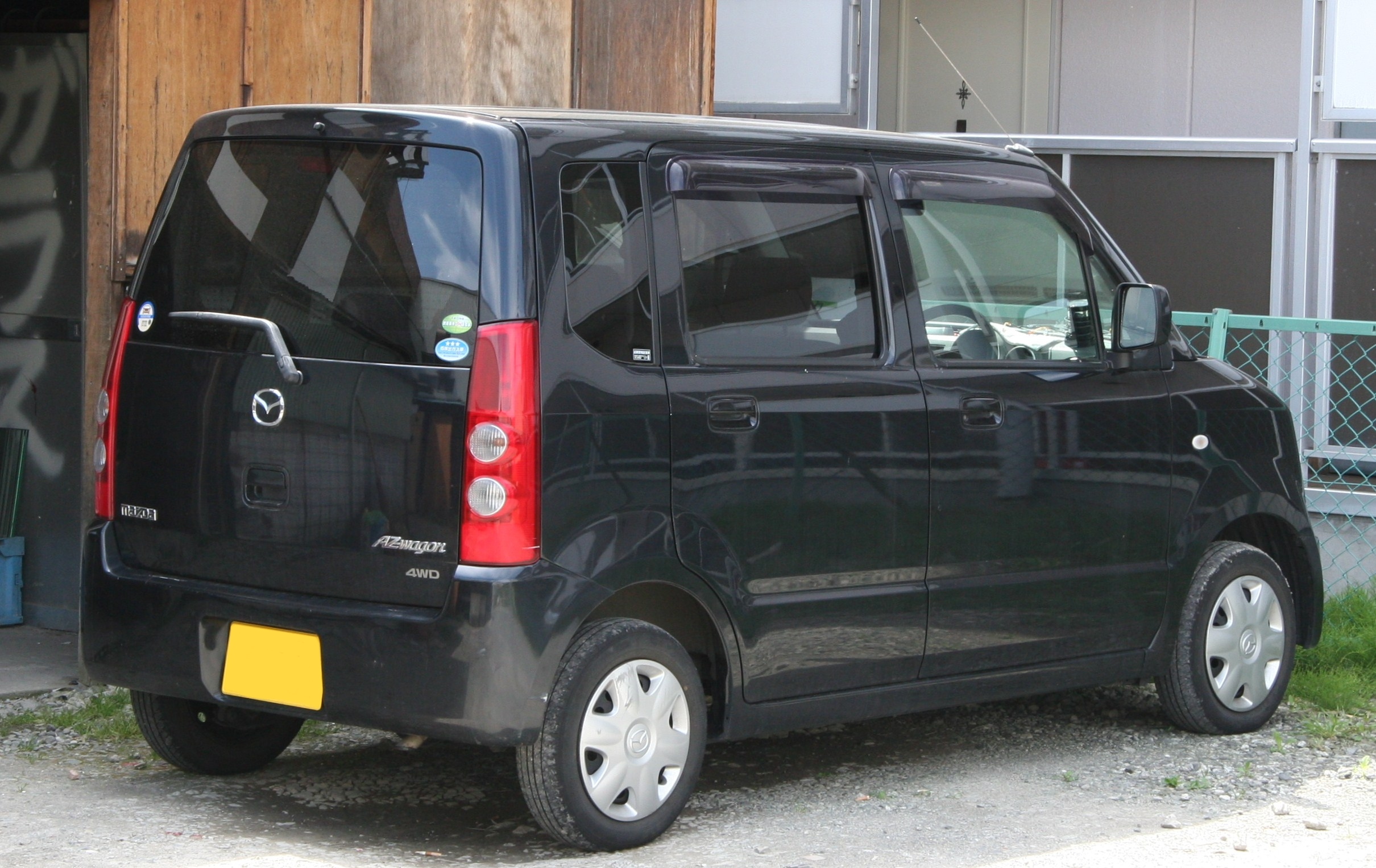
標準型車尾
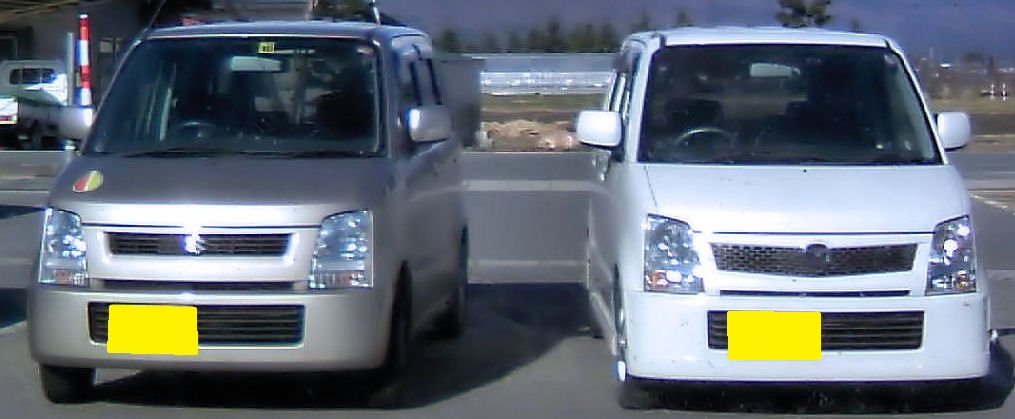
左為鈴木Wagon R，右為馬自達AZ-Wagon
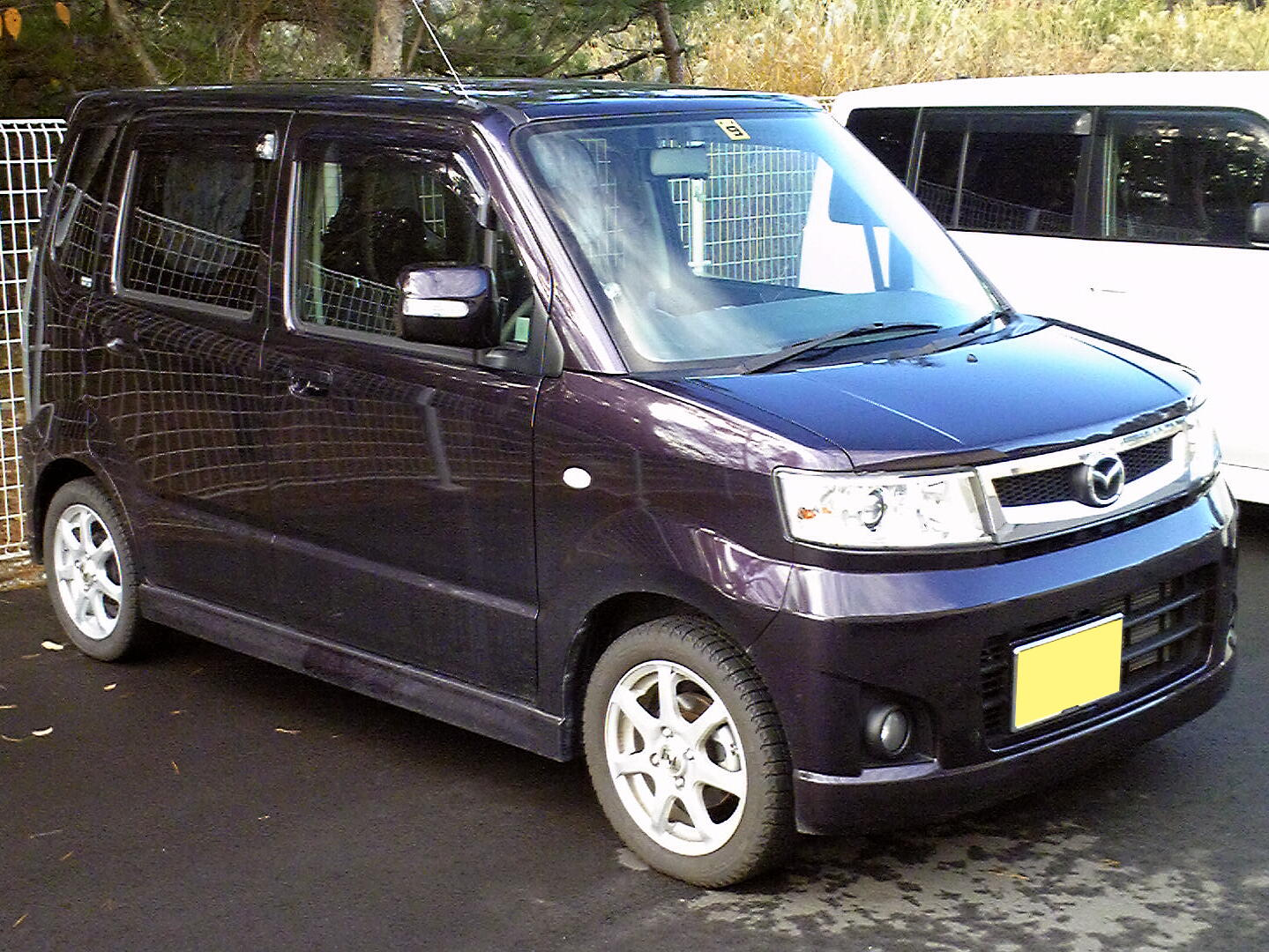
Custom Style型車頭
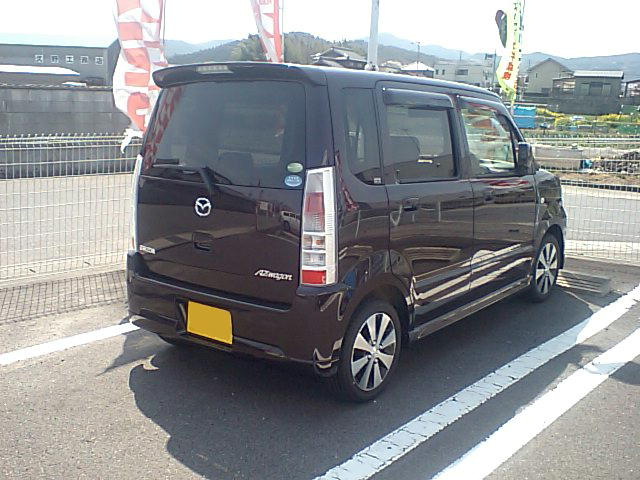
Custom Style型車尾

### 第四代 MJ23S型（2008年至2012年）
2008年 - 9月29日大改款的第四代上市，跟鈴木Wagon R的差別只在於車頭五角盾形進氣壩和重新設計的前保險桿，其餘則近似或相同。
2009年 - 6月5日推出「XS Special」版限量車，包含後視鏡LED側方向燈、恆溫空調系統、皮革材質方向盤、自發光式儀表板與中控台、四向控制駕駛座等配備。同年10月調整各級別車型。
2010年 - 8月23日「XS Special」和「Custom Style XS」兩種車型的變速系統改用跟第六代Carol相同的CVT無段自動變速系統，使得二輪驅動車型平均油耗從23.0km/L提升至23.5km/L，四輪驅動的平均油耗從22.0km/L提升為22.5km/L。除了五速手排車型外，其餘全車型加裝可顯示瞬間油耗的ECO Drive儀表，而座椅與門飾板的設計也作了變更。另外，「Custom Style XT」車型搭配15吋鋁合金輪圈與輪胎。
2012年 - 9月6日大改款的第五代鈴木Wagon R上市，馬自達將車名改成「Flair」並推遲於10月25日發表上市，AZ-Wagon宣告謝幕。

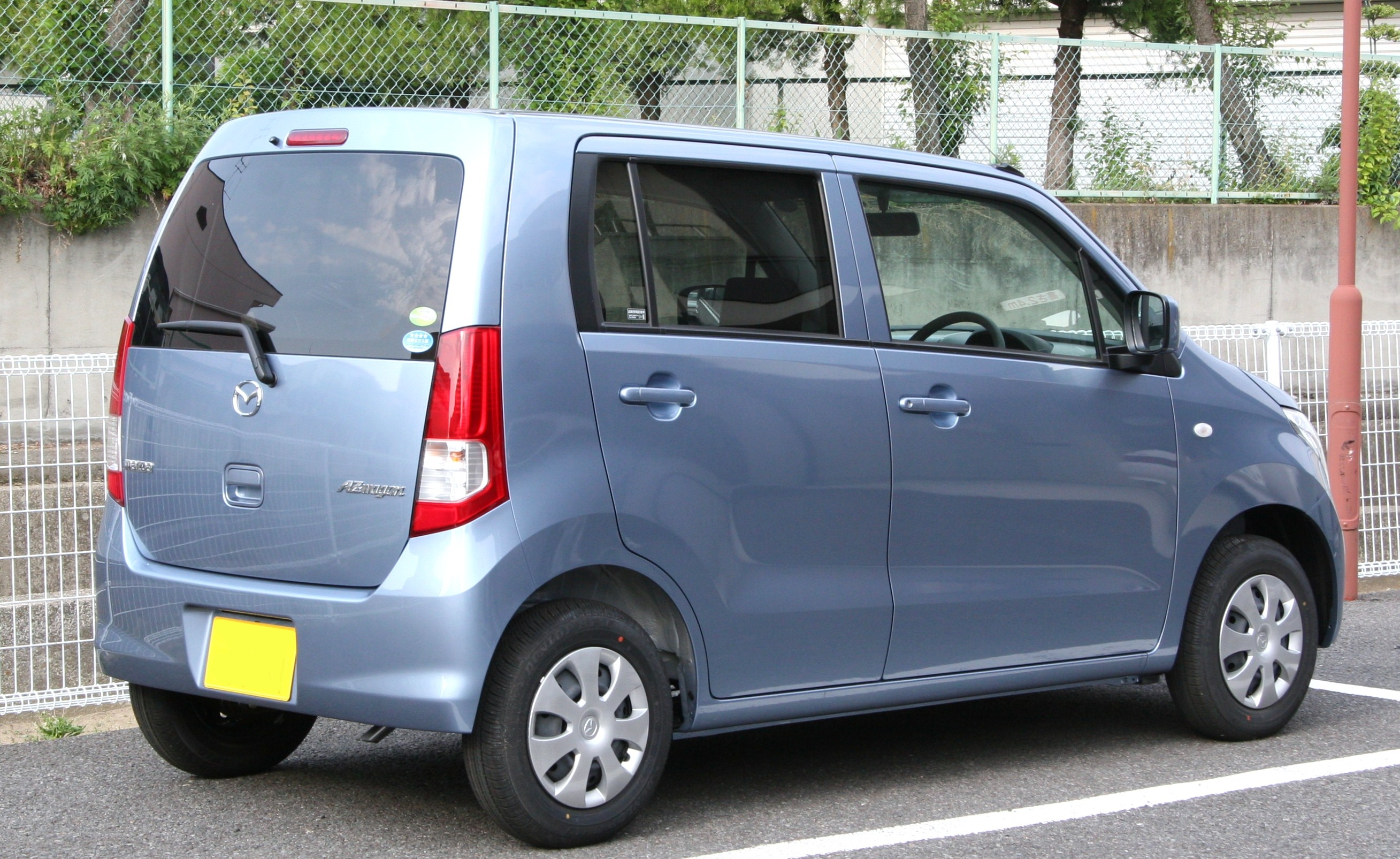
標準型車尾
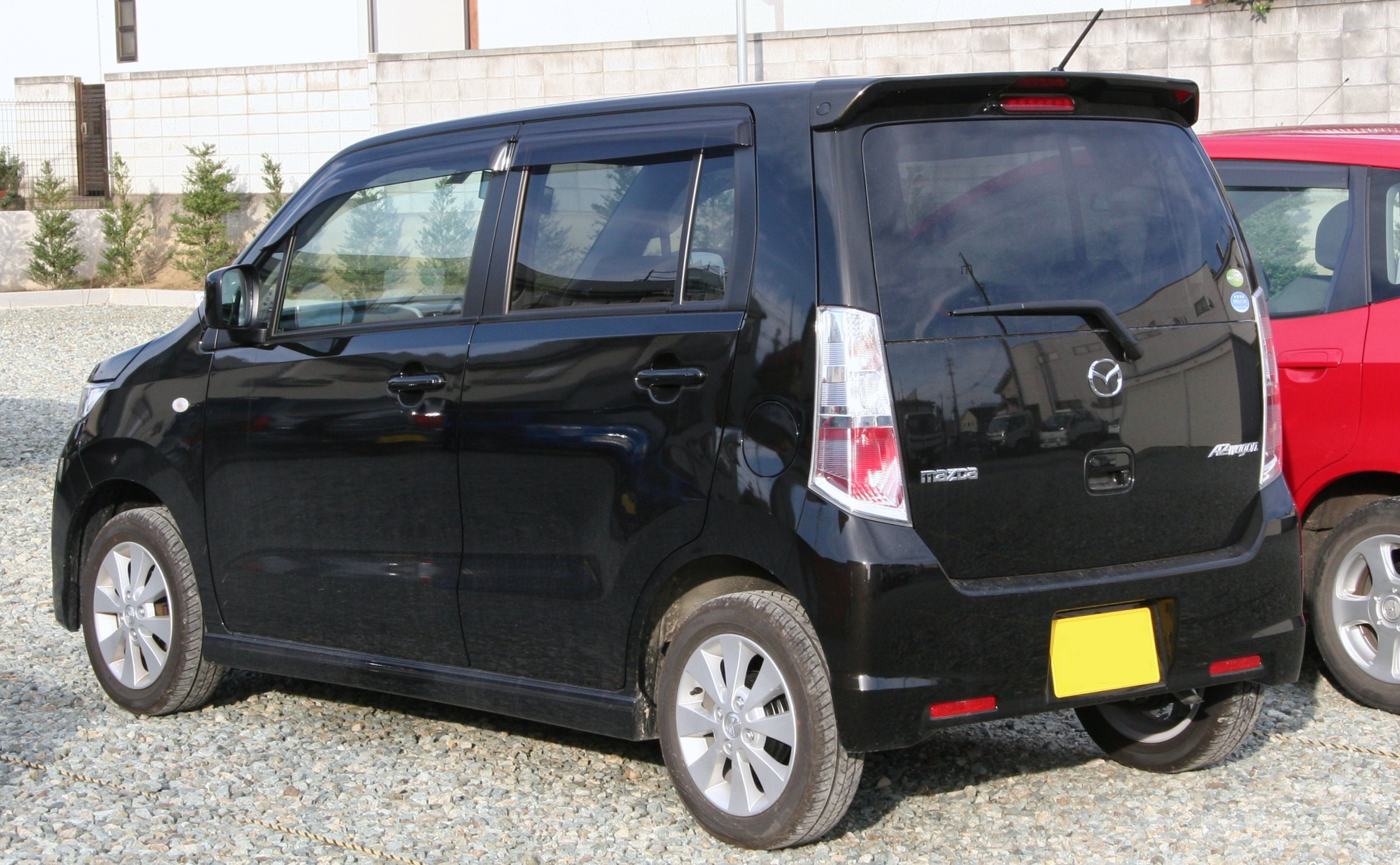
Custom Style型車尾